# Münster (Kirche)

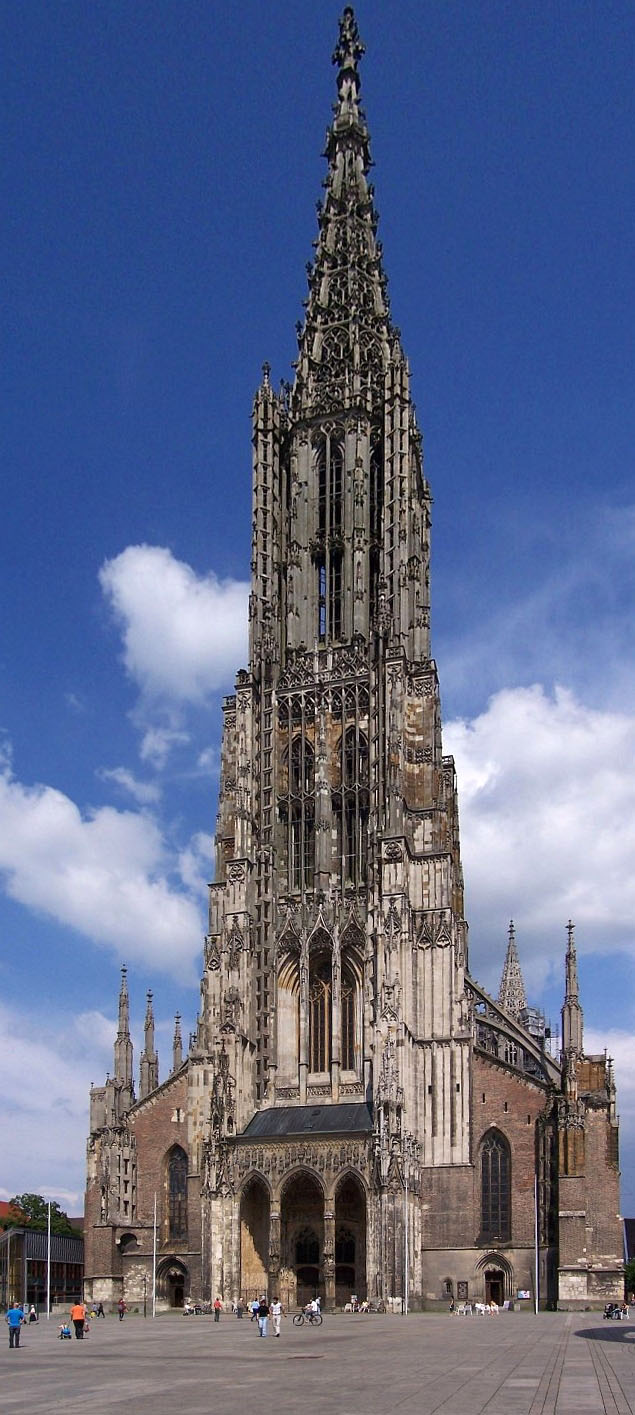
Ulmer Münster, seit der Reformation größte protestantische Kirche, höchster Kirchturm der Welt

Münster ist ein frühes deutsches Lehnwort aus altgriechisch μοναστήριον monastērion beziehungsweise lateinisch monasterium ‚Kloster‘. Damit wurde ursprünglich eine Kirche bezeichnet, die nicht Pfarrkirche, sondern Teil eines Klosters oder Stifts war. Auch Kathedralen wurden so genannt, weil auch die Domkapitel ursprünglich in klosterähnlicher Gemeinschaft lebten.
Ab dem 13. Jahrhundert nahm das Wort die allgemeinere Bedeutung „Großkirche“ an, sodass im oberdeutschen Sprachraum mit „Münster“ außer Domen und Stiftskirchen auch einige große Stadtpfarrkirchen bezeichnet wurden. Die Bezeichnung „Münster“ ist heute eine hergebrachte Benennung für bestimmte Kirchen.
Im Bereich der römisch-katholischen Kirche kann die Bezeichnung auch durch den zuständigen Bischof verliehen werden, so wurde 1983 die Kirche St. Johannes in Bad Mergentheim von Bischof Georg Moser zum Münster erhoben und in Österreich wurde diese Bezeichnung zum ersten Mal im Jahr 2020 zuerkannt, und zwar der Pfarrkirche Schruns.
Schließlich wurde „Münster“ auch zum Ortsnamen von Siedlungen, die um eine Abtei, ein Kollegiat- oder Domstift herum entstanden.
Das englische Wort minster, ebenfalls früh aus monasterium entlehnt, hat dieselbe Bedeutungsgeschichte. Die spätere Entlehnung monastery behielt dagegen die Bedeutung „Kloster“. Ebenfalls aus monasterium entwickelt hat sich das altfranzösische Wort moutier, das auch die Bedeutung „Kirche“ annahm, das aber im heutigen Französischen fast nur in Orts- und Familiennamen überlebt hat.

## Orte
An folgenden Orten befinden sich heute als „Münster“ bezeichnete Kirchen:

### Deutschland
- Aachen:

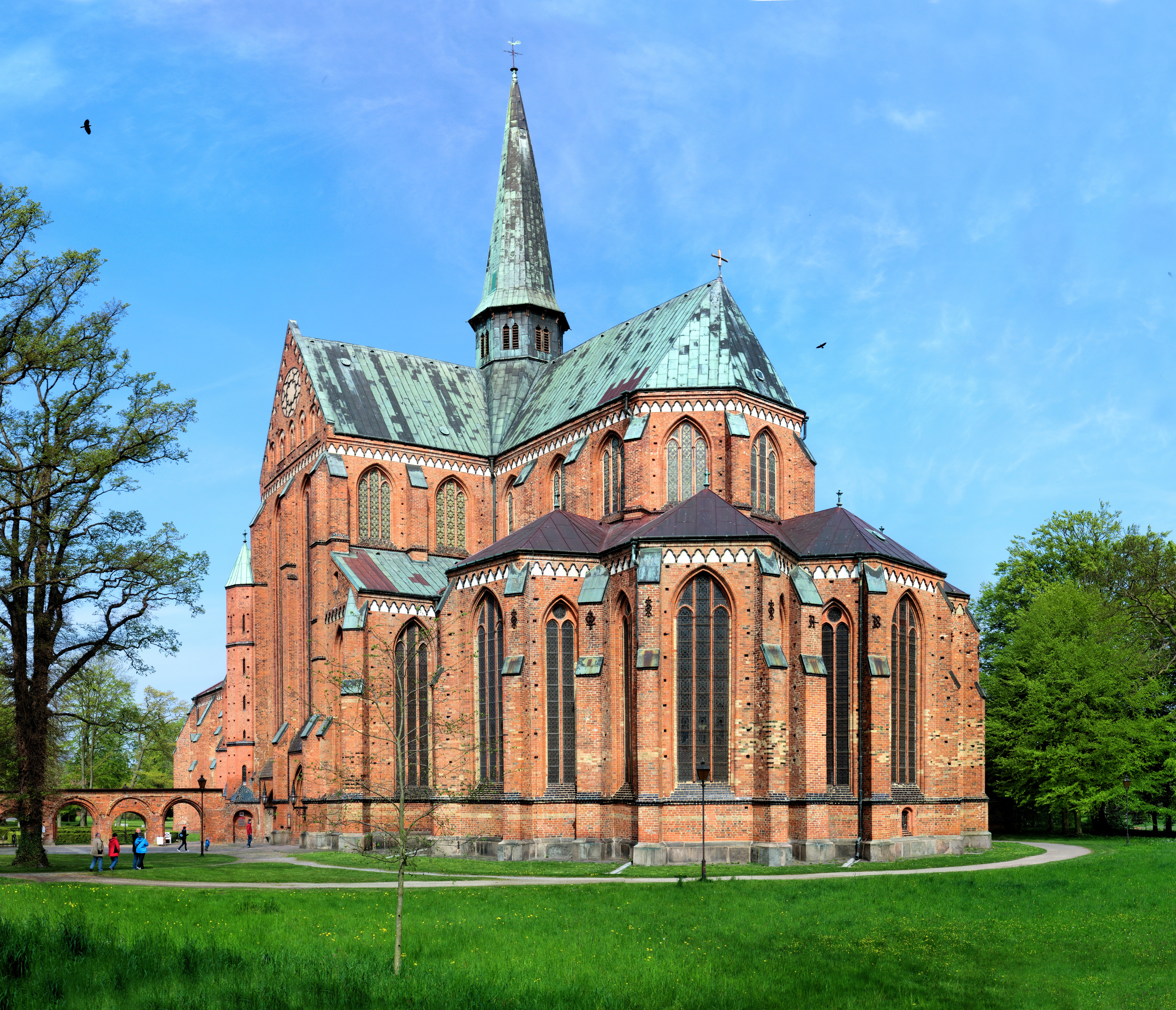
Doberaner Münster

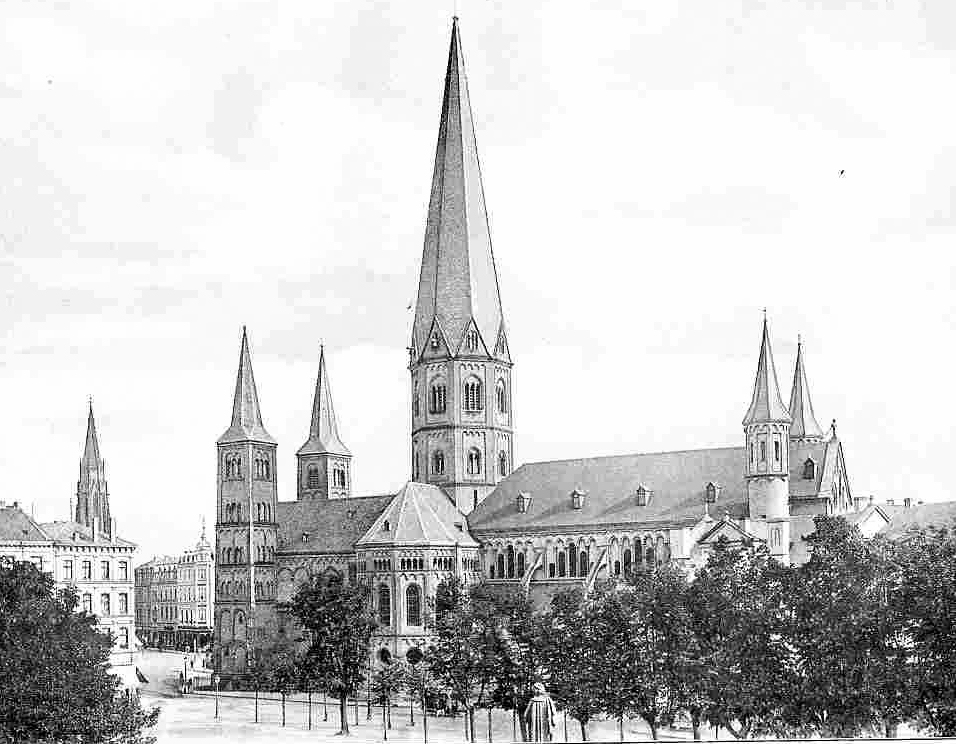
Bonner Münster

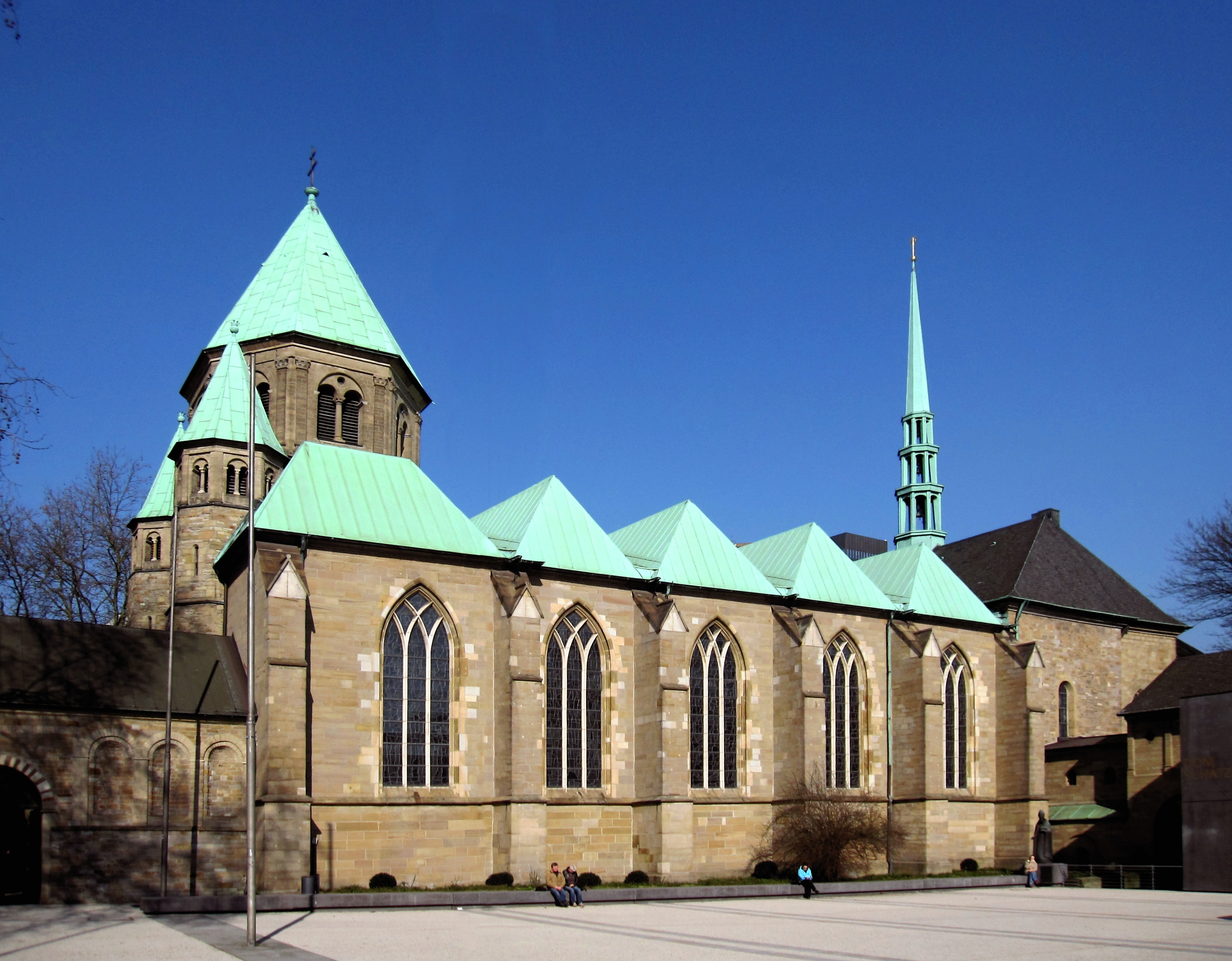
Essener Münster

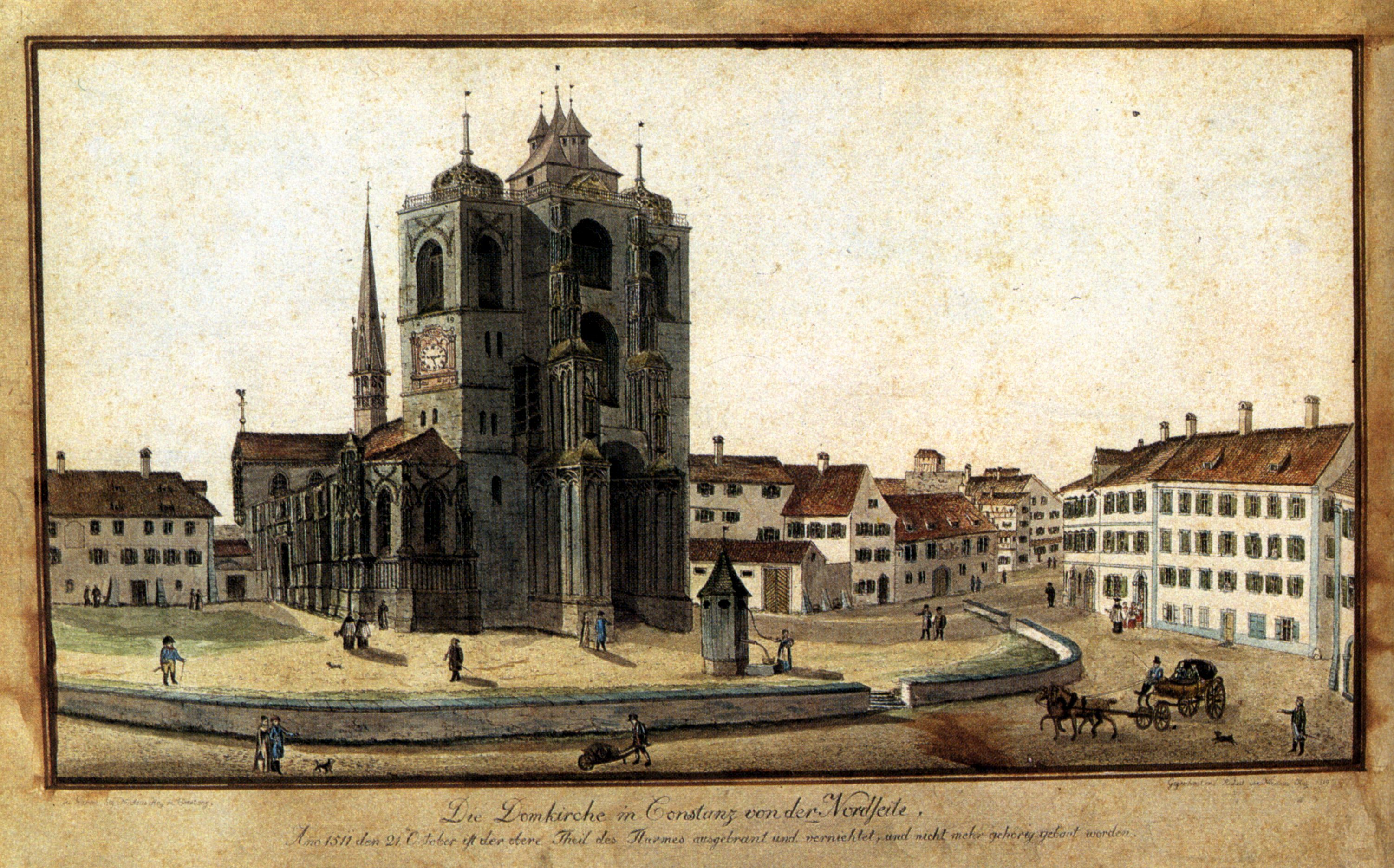
Konstanzer Münster 1819,
noch ohne Turmspitze

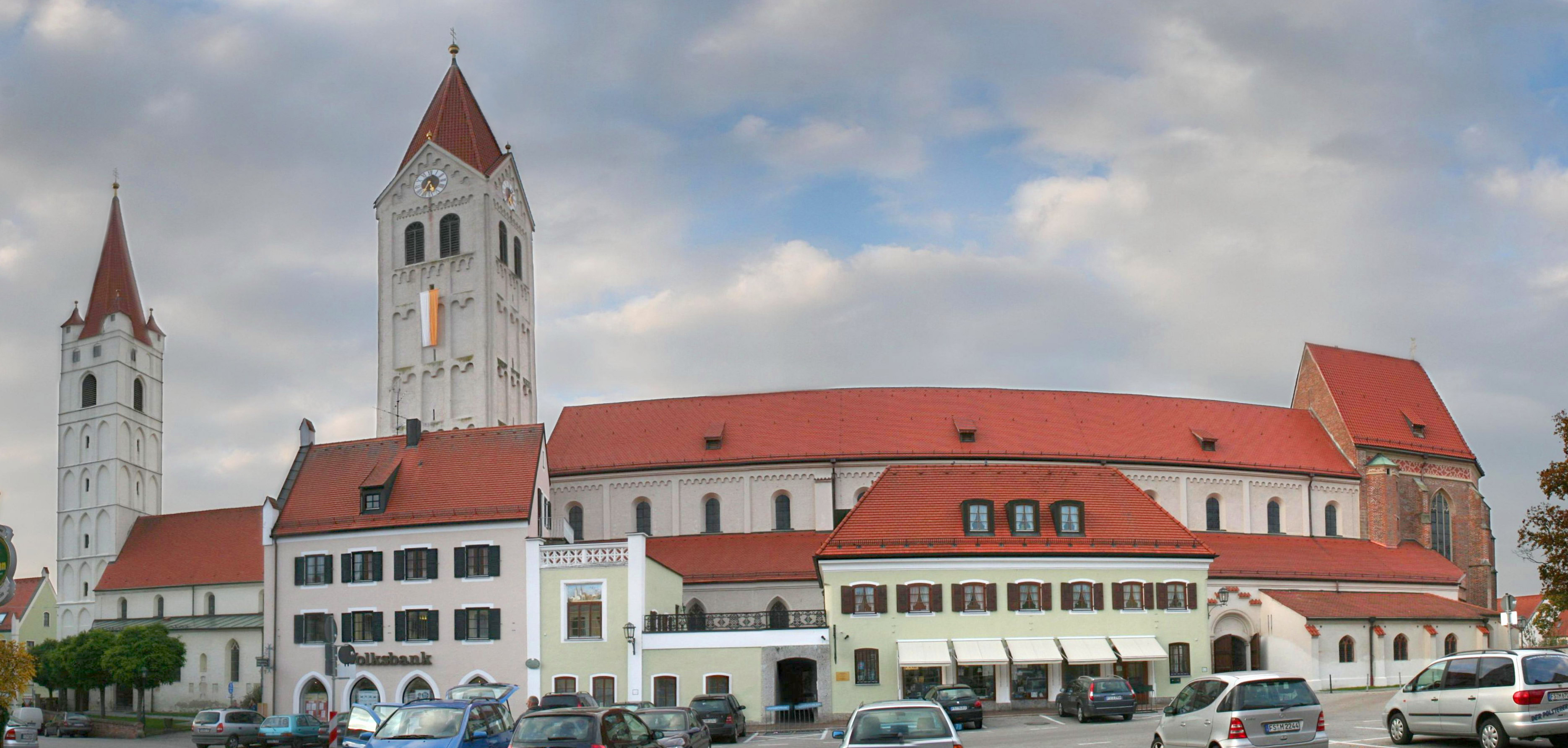
Kastulusmünster Moosburg

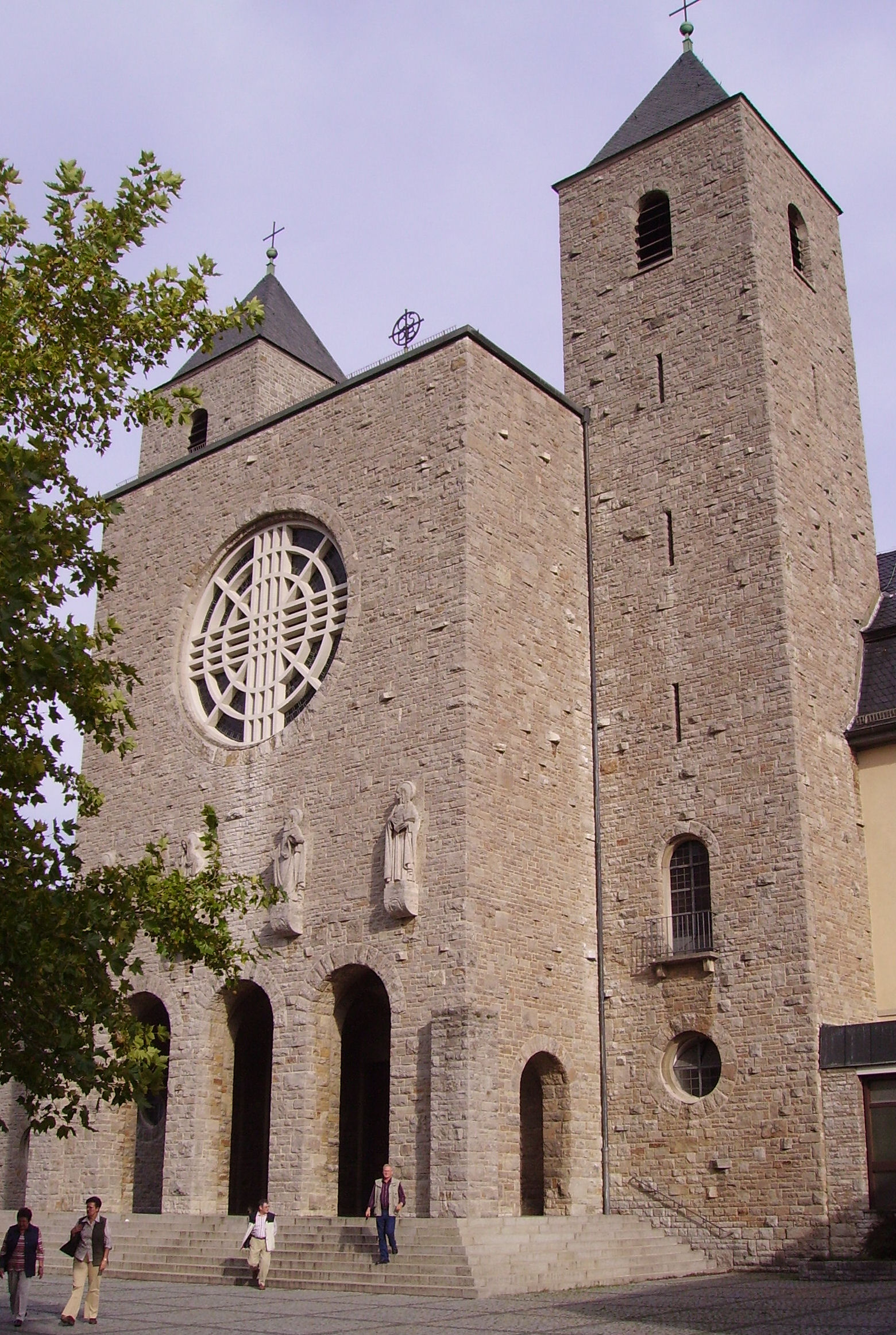
Münsterschwarzach

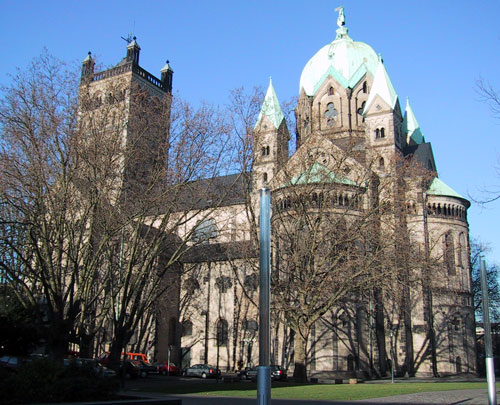
Quirinus-Münster, Neuss

  - Aachener Dom (auch Aachener Münster), ursprünglich Pfalzkapelle Karls des Großen, von 936 bis 1531 Krönungskirche von 31 deutschen Königen
  - Reichsabtei Kornelimünster, ehemals Abteikirche St. Kornelius, heute röm.-kath. Pfarrkirche
- Altomünster: Sankt Alto und Sankt Birgitta
- Augsburg: Münster Sankt Ulrich und Afra, Grabkirche der Heiligen Afra († 304), Simpert († 807), und Ulrich († 973), von 1012 bis 1802 Benediktinerkloster, heute röm.-kath. Pfarrkirche
- Bad Doberan: Doberaner Münster, 1295–1368, Zisterzienserkloster 1171–1552, seit 1564 ev. Pfarrkirche
- Bad Mergentheim: Münster St. Johannes Baptist (ehemals Dominikanerkirche, röm.-kath. Pfarrkirche)
- Bad Münstereifel: Münster St. Chrysanthus und Daria (Stifts- und Pfarrkirche)
- Bad Reichenhall: Münster St. Zeno
- Bad Säckingen: Münster St. Fridolin Fridolinsmünster, 1300 ff., Kloster seit dem 7. Jahrhundert
- Bergen bei Neuburg an der Donau: Heilig Kreuz, 11. Jahrhundert, Neubau 1755
- Bonn: Bonner Münster, 1050–1240 sowie 16. und 17. Jahrhundert, bis 1803 Stiftskirche, röm.-kath.
- Breisach am Rhein: Münster St. Stephan (Breisacher Stephansmünster), 12.–13. Jahrhundert, röm.-kath.
- Cham-Chammünster: Marienmünster
- Dießen am Ammersee: Marienmünster Dießen
- Dinkelsbühl: Münster St. Georg, spätgotisch, röm.-kath. Pfarrkirche
- Donauwörth: Liebfrauenmünster, 1444–1467, Pfarrkirche, 1607 rekatholisiert
- Einbeck: Münsterkirche St. Alexandri, ev.
- Essen: Essener Münster, 1275 mit älteren Teilen, bis 1802 Stiftskirche, dann Pfarrkirche, seit 1958 katholische Bischofskirche
- Esslingen am Neckar: Münster St. Paul, 1268, ehemalige Dominikanerkirche, röm.-kath. Hauptpfarrkirche, seit dem 20. Jahrhundert „Münster“ genannt
- Ettenheimmünster: “Münster” St. Landelin (röm.-kath.) / ehemaliges Kloster Ettenheimmünster
- Fischbachau: Martinsmünster Pfarrkirche St. Martin, 1492
- Freiburg im Breisgau: Freiburger Münster, 13.–16. Jahrhundert, Pfarrkirche, 1356 erstmals Münster genannt, seit 1827 Erzbischöfliche Kathedrale
- Freising: St. Andrä, auch Hugibertsmünster genannt
- Fritzlar: Fraumünsterkirche, 13. Jahrhundert, ev.-luth.
- Hameln: Münster St. Bonifatius 1209–1241, Stiftskirche, Stift seit 1578 ev. (erste ev. Predigt 1540)
- Hausen bei Würzburg: Münster Fährbrück
- Heidenheim (Mittelfranken), Münster St. Wunibald (ehemalige Benediktinerklosterkirche)
- Heilbronn: Deutschordensmünster St. Peter und Paul
- Heilsbronn: Münster Heilsbronn, 1132–1149, bis 1578 (Reformation) Zisterzienserklosterkirche, seither ev. Pfarrkirche
- Herford: Herforder Münster, 1220–1250, Türme –1280, erste romanische Hallenkirche in Deutschland und größte Hallenkirche Westfalens, bis zum Reichsdeputationshauptschluss 1803 Reichsabtei Herford (Damenstift), seit der Reformation ev.-luth.
- Ilmmünster: St. Arsatius, Kirche 13. Jahrhundert, Stift 1492 nach München transferiert, röm.-kath.
- Ingolstadt: Münster Zur Schönen Unserer Lieben Frau, 1425–ca. 1525, röm.-kath. Pfarr- und Universitätskirche
- Kempten (Allgäu): Marienmünster (abgegangen)
- Königshofen an der Heide: Marienmünster
- Konstanz: Konstanzer Münster, 12.–15. Jahrhundert, Turmspitze 19. Jahrhundert, bis 1827 Bischofskirche, röm.-kath.
- Landshut: Münster St. Martin (selten so genannt), 14. Jahrhundert, 1598–1803 und seit 1937 Kollegiatstift, 2004 Basilica minor
- Lauingen: Münster St. Martin Gotische Hallenkirche, erbaut 1516–1576 auf Vorgängerbau aus dem 8. Jahrhundert
- Klingenmünster: Reichskloster Klingenmünster, untergegangen
- Lindau (Bodensee): Münster Unserer Lieben Frau
- Lorsch: Ruine Altenmünster
- Mainz: Altmünster, im 7. Jahrhundert gegründet, jetzige Anlage von 1895 (ev. Pfarrkirche)
- Marienmünster in Westfalen: Abtei Marienmünster
- Meschede: Abtei Königsmünster
- Mönchengladbach: Münster St. Vitus
- Moosburg an der Isar: Kastulusmünster (Stiftskirche, röm.-kath.)
- Münchsmünster: Münster St. Petrus und St. Sixtus
- Münsterappel
- Münsterdreisen (vom Kloster gibt es heute keine sichtbaren Reste mehr)
- Münstermaifeld: Münster St. Martin und Severus (Stiftskirche, röm.-kath.)
- Münster Schwarzach, 1220–'25, Gemeinde Rheinmünster
- Münsterschwarzach, 1935–'38, (Benediktinerabtei, röm.-kath.)
- Münstertal (Schwarzwald): Münster St. Trudpert
- Neumarkt in der Oberpfalz: Münster St. Johannes der Täufer
- Neuss: Quirinusmünster Neuss (Pfarr- und Stiftskirche, röm.-kath.), Ende des 19. Jh. / Anfang des 20. Jh. auch als „Dom“ bezeichnet (besonders auf Postkarten), seit 2009 Basilica minor.
- Neustadt im Schwarzwald: Neustädter Münster, röm.-kath. Pfarrkirche St. Jakobi
- Obermarchtal: Münster St. Peter und Paul (ehemalige Prämonstratenserstiftskirche)
- Radolfzell am Bodensee: Münster Unserer Lieben Frau (Pfarrkirche, röm.-kath.)
- Regensburg:
  - Niedermünster Regensburg (ehemals Damenstiftskirche, röm.-kath.)
  - Obermünster Regensburg (ehemalige Damenstiftskirche, 1945 weitgehend zerstört)
  - Mittelmünster Regensburg (ehemalige Damenstiftskirche, 1809 abgerissen)
- Reichenau: Marienmünster (bis 1757 Benediktinerabteikirche, röm.-kath.)
- Rheinmünster-Schwarzach: Münster Schwarzach
- Rottenmünster (Ortsteil von Rottweil) (ehemaliges Zisterzienserinnen-Reichsstift, heute Heilanstalt, röm.-kath.)
- Rottweil: Heiligkreuz-Münster (Pfarrkirche, röm.-kath.)

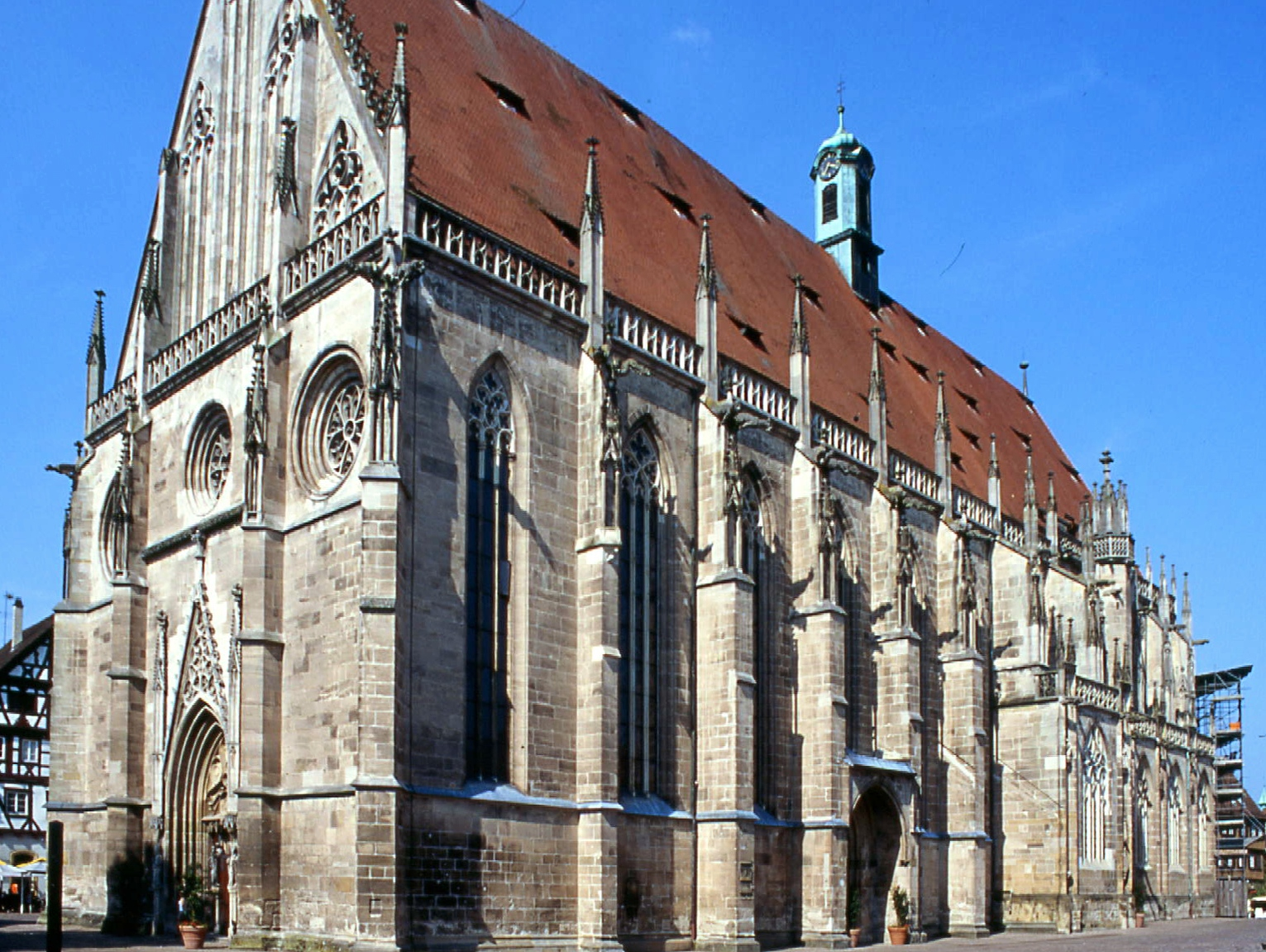
Schwäbisch Gmünd, Heilig-Kreuz-Münster

- Salem (Baden): Salemer Münster (ehemalige Zisterzienserabteikirche, röm.-kath.)
- Schwandorf: Marienmünster auf dem Kreuzberg
- Schwäbisch Gmünd: Heilig-Kreuz-Münster (Pfarrkirche, röm.-kath.)
- Soest: St.-Patrokli-Dom (selten als Münster bezeichnet)
- Steinach (Niederbayern): Kloster Pfaffenmünster
- Überlingen: Überlinger Münster (Pfarrkirche, röm.-kath.)
- Ulm: Ulmer Münster (Pfarrkirche, ev.-luth.), mit dem höchsten Kirchturm der Welt
- Villingen: Liebfrauenmünster (Pfarrkirche)
- Weißenau: Münsterkirche St. Peter und Paul (Klosterkirche, röm.-kath.)
- Wolframs-Eschenbach: Liebfrauenmünster (Pfarrkirche, röm.-kath.)
- Würzburg: Neumünster St. Johannes Evangelist (ehemalige Stiftskirche, Grablege der Bistumsheiligen Kilian, Kolonat und Totnan, röm.-kath.)
- Zwiefalten: Münster Unserer Lieben Frau (ehemalige Benediktinerabteikirche, röm.-kath.)
- Frauenchiemsee: Münster Frauenwörth

### Österreich
- Neuberg an der Mürz: ehemaliges Zisterzienser-Kloster, gegründet 1327; 1786 im Zuge der Josephinischen Reformen aufgelöst. Das Neuberger Münster ist heute die Pfarrkirche der gleichnamigen Ortschaft.
- Schruns: Die Pfarrkirche zum Heiligen Jodok wurde am 8. März 2020 als erste Kirche in Österreichs zu einem Münster erhoben.[2]

In Österreich ist die Bezeichnung unüblich.

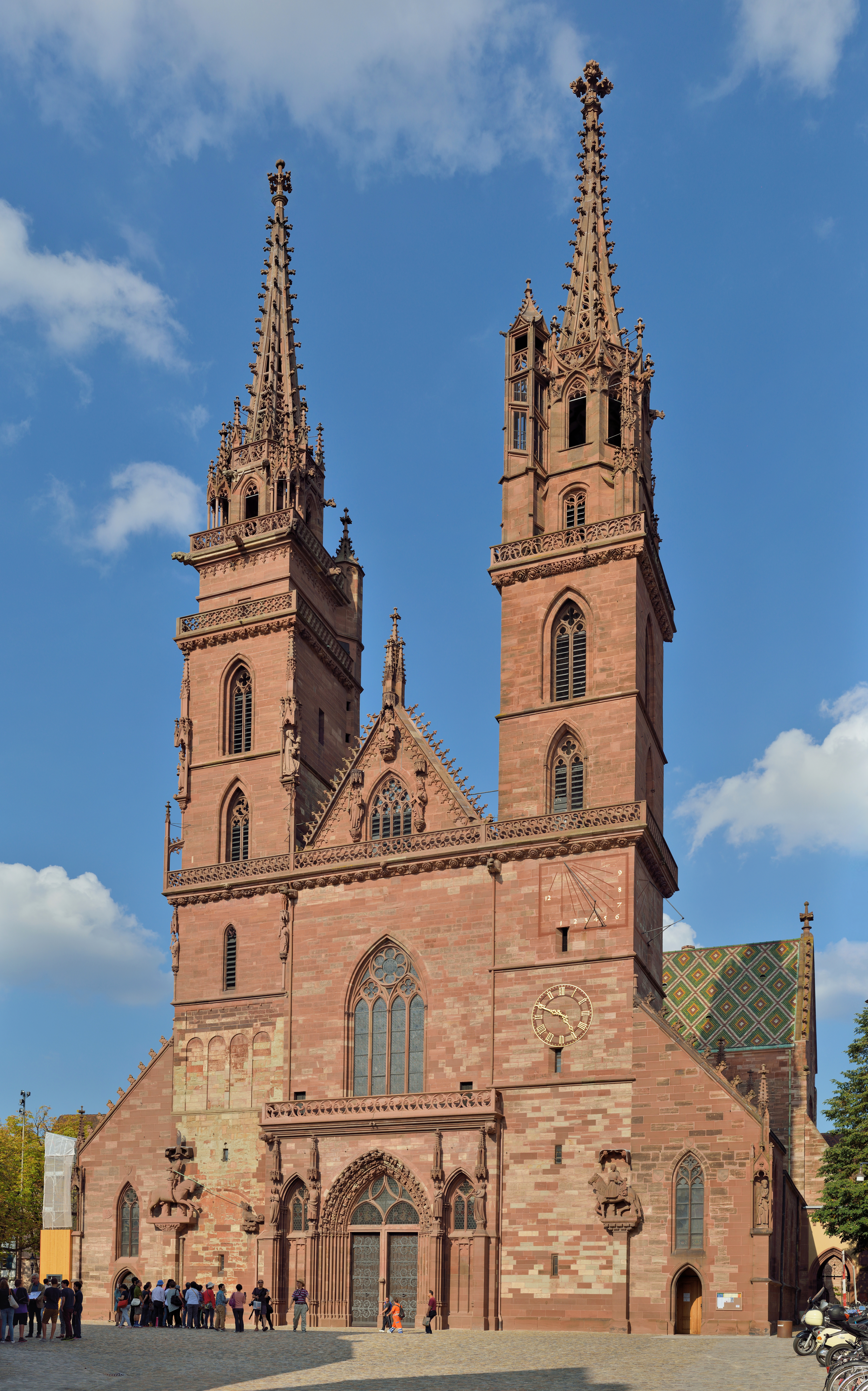
Das Basler Münster, bis zur Reformation Bischofskirche

### Schweiz
- Basel: Basler Münster (bis zur Reformation Bischofskirche, ev.-ref.)
- Bern: Berner Münster (ev.-ref.)
- Freiburg (frz. Fribourg): Kathedrale St. Nikolaus, früher als Münster bezeichnet, seit 1924 röm.-kath. Bischofskirche
- Moutier im Berner Jura: Münster Granfelden (frz. Moutier-Grandval, bis zur Reformation Stiftskirche, ev.-ref.)
- Schaffhausen: Allerheiligen-Münster (bis zur Reformation Stiftskirche)
- Zürich:
  - Grossmünster (bis zur Reformation Stiftskirche, ev.-ref.)
  - Fraumünster (bis zur Reformation Damenstiftskirche, ev.-ref.)

### Belgien
- Münsterbilsen (flämisch Munsterbilzen)

### England
- Berkeley (Gloucestershire)
- Beverley: Minster St. Mary
- Cheltenham: Minster St. Mary
- Dewsbury: Church of All Saints
- Doncaster: Minster St. George

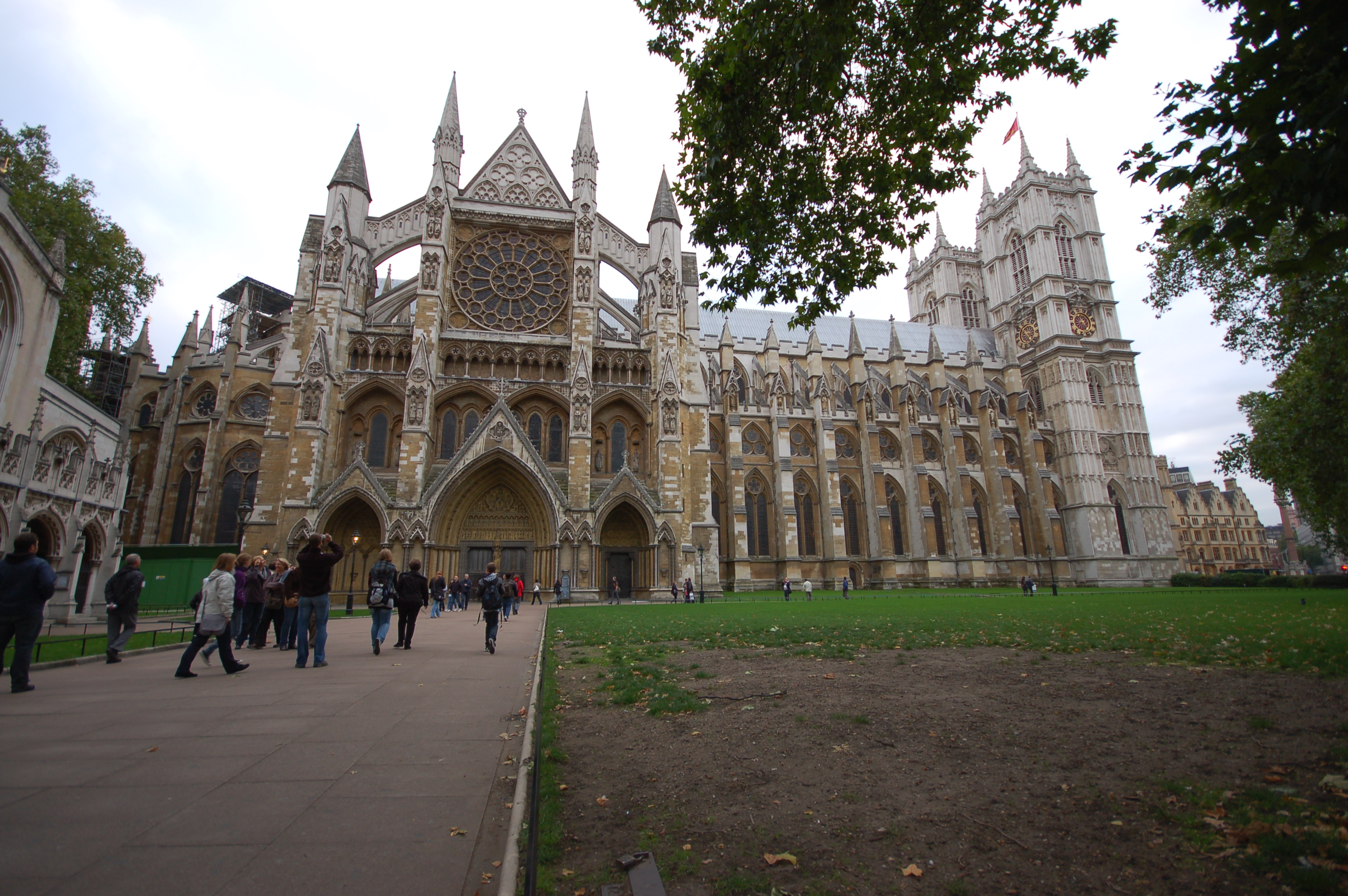
Westminster Abbey, London

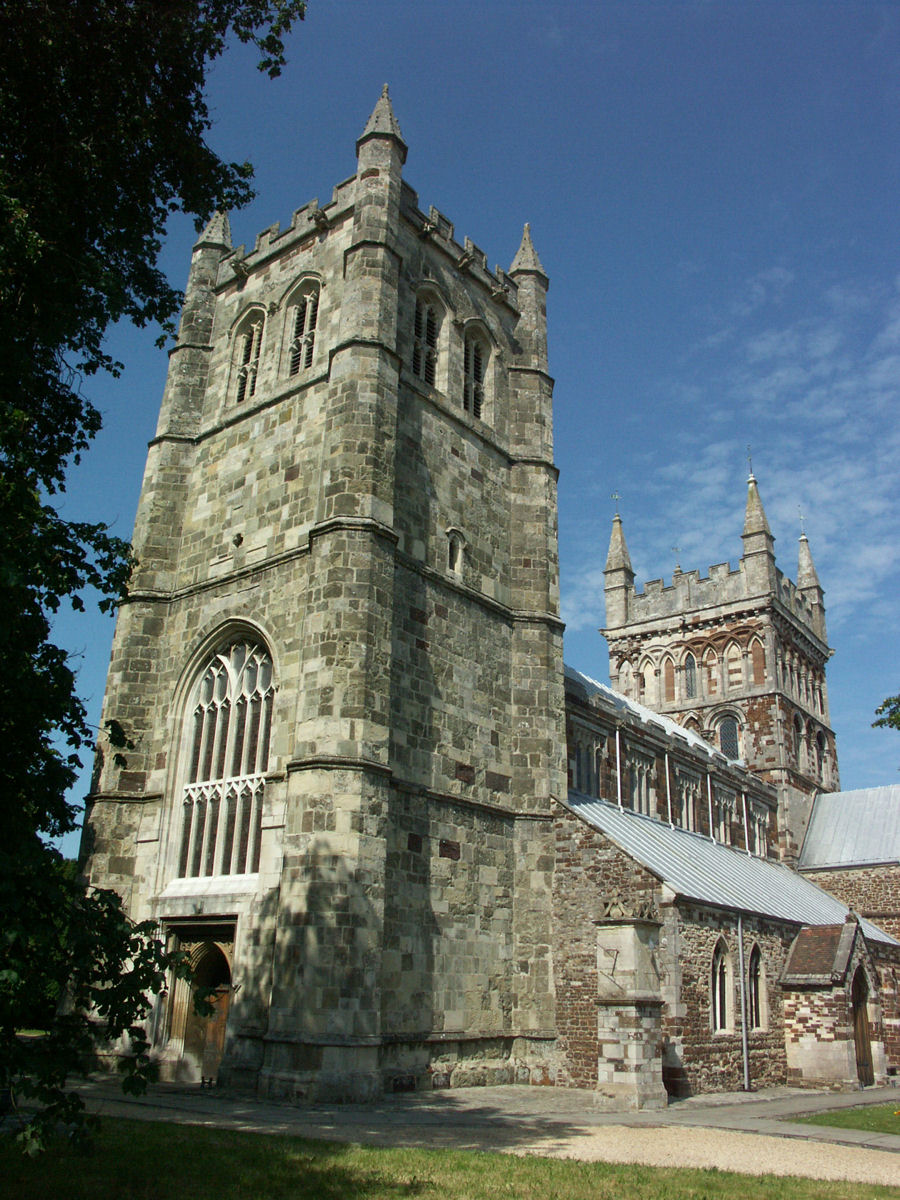
Wimborne Minster

- Hemingbrough (Yorkshire): Minster St. Mary
- Howden (Yorkshire): Minster St. Peter and St. Paul
- Iken (Suffolk): Minster St. Botolph
- Iwerne Minster (Dorset): Minster St. Mary
- Leeds: St. Peter (seit 2012)
- Leominster (Herefordshire)
- London: Westminster Abbey
- Minster (Kent)
- Minster-in-Thanet (Kent): Minster St. Peter
- Minster-in-Thanet (Kent): Minster St. Mary
- Minster-in-Sheppey (Kent)
- Newminster (Winchester)
- North Yorkshire: St Gregory’s Minster
- Preston: Minster St. John
- Reading: Minster St. Mary the Virgin
- Rotherham: Minster (heute Museum)
- South Elmham (Suffolk)
- Southwell: Southwell Minster (Nottinghamshire)
- Stoke-upon-Trent: Minster St. Peter ad Vincula
- Stonegrave (Yorkshire)
- Stowe (Lincolnshire)
- Sunderland (Durham): Minster St. Michael and all Angels
- Tewkesbury: Minster St. Mary the Virgin
- Wimborne Minster: Minster St. Cuthburga

Außerdem werden in England auch Kathedralen häufig mit „Minster“ bezeichnet, zum Beispiel York Minster statt York Cathedral, ebenso die Kathedralen in Lincoln, Ripon und Southwell.
Von den Abteien, die die Bezeichnung „-minster“ im Namen tragen, ist Westminster Abbey die bekannteste.

### Frankreich
In Frankreich kommt der Name vor allem im ehemals deutschen Elsass vor.

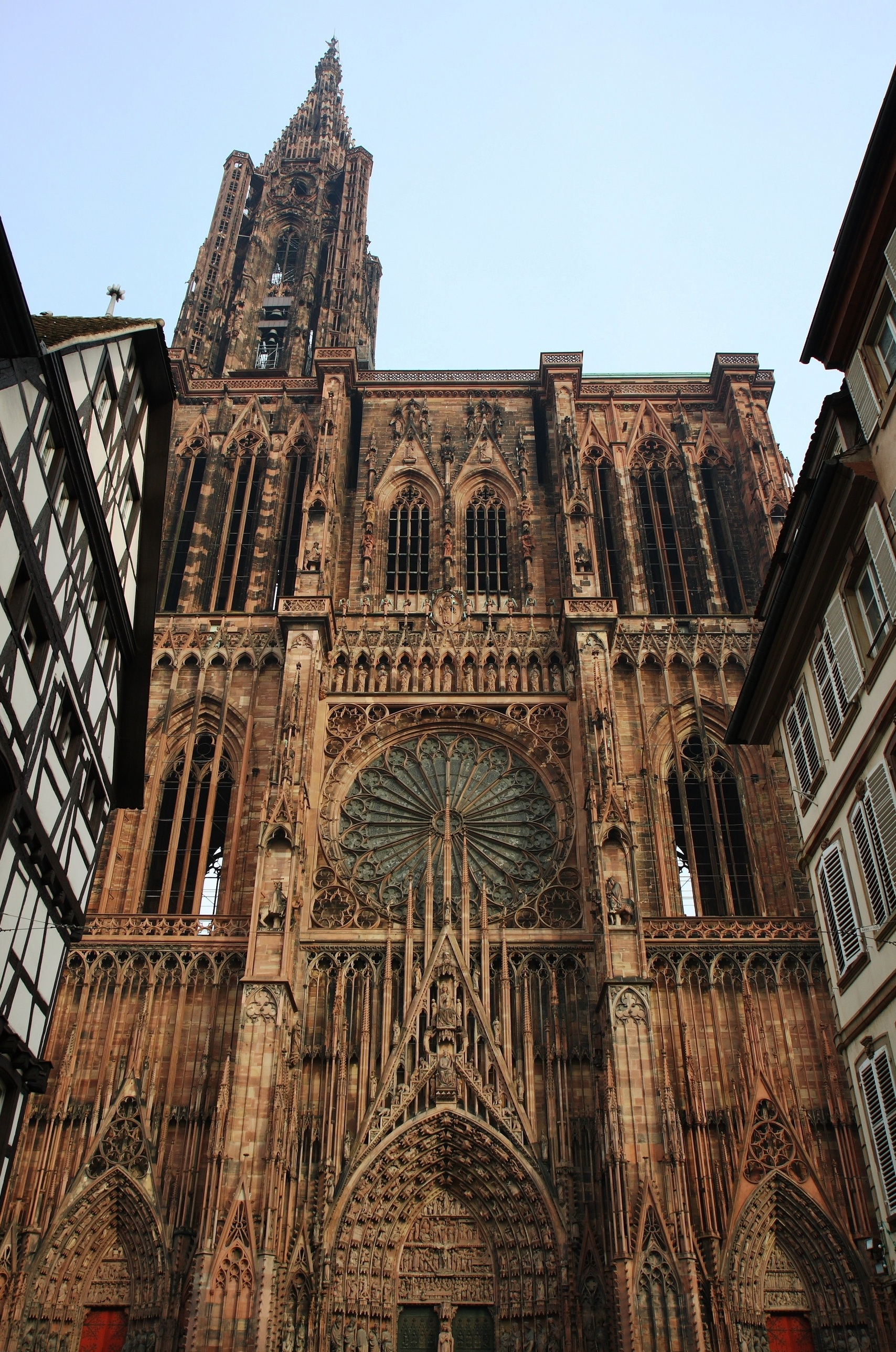
Straßburger Münster

- Colmar: Martinsmünster (Pfarrkirche)
- Ebersmunster (dt. Ebersmünster): ehemalige Abteikirche
- Kloster Marmoutier (Elsass) (dt. Maursmünster): (ehemalige Benediktinerabtei)
- Moyenmoutier (dt. Mittelmünster): Kloster Moyenmoutier (Vogesen)
- Munster (Haut-Rhin) (dt. Münster/Elsass oder Münster im Gregoriental): Münster St. Gregor (ehemalige Benediktinerabtei, zerstört). Das ganze Münstertal war als Talschaft freie Reichsstadt und Mitglied des elsässischen Zehnstädtebundes (Dekapolis)
- Niedermünster beim Odilienberg im Elsass (Ruine eines ehemaligen Benediktinerklosters)
- Straßburg: Straßburger Münster (Kathedrale)
- Thann im Elsass: Münster/Stiftskirche St.Theobald (Pfarrkirche)

### Luxemburg
- Luxemburg: Abtei Neumünster, geht auf das 1542 zerstörte Benediktinerkloster Altmünster zurück, jetzt kulturelles Zentrum

### Niederlande
- Roermond: Munsterkerk